# Aleksei Romànov (tsarévitx de Rússia)
Aleksei Nikolàievitx Romànov (en rus: Алексей Николаевич Рома́нов) (Peterhof, 12 d'agost de 1904 - Iekaterinburg, 17 de juliol de 1918) fou l'últim tsarévitx de l'Imperi Rus. Fou el cinquè fill i l'únic mascle nascut del matrimoni de Nicolau II de Rússia i Alexandra de Hessen-Darmstadt. Patia d'hemofília, malaltia hereditària que la seva mare va intentar calmar amb l'ajut del monjo Rasputin. Mentre va durar la monarquia, el tsarévitx va tenir una infància relativament feliç, acompanyava constantment el tsar a les seves revisions militars i era el típic nen de la seva edat, d'aparença bonica, entremaliat i molt actiu.
A causa de la seva hemofília, cada vegada que tenia un accident o un cop, les conseqüències es convertien en un autèntic calvari tant per a ell com per als seus pares.

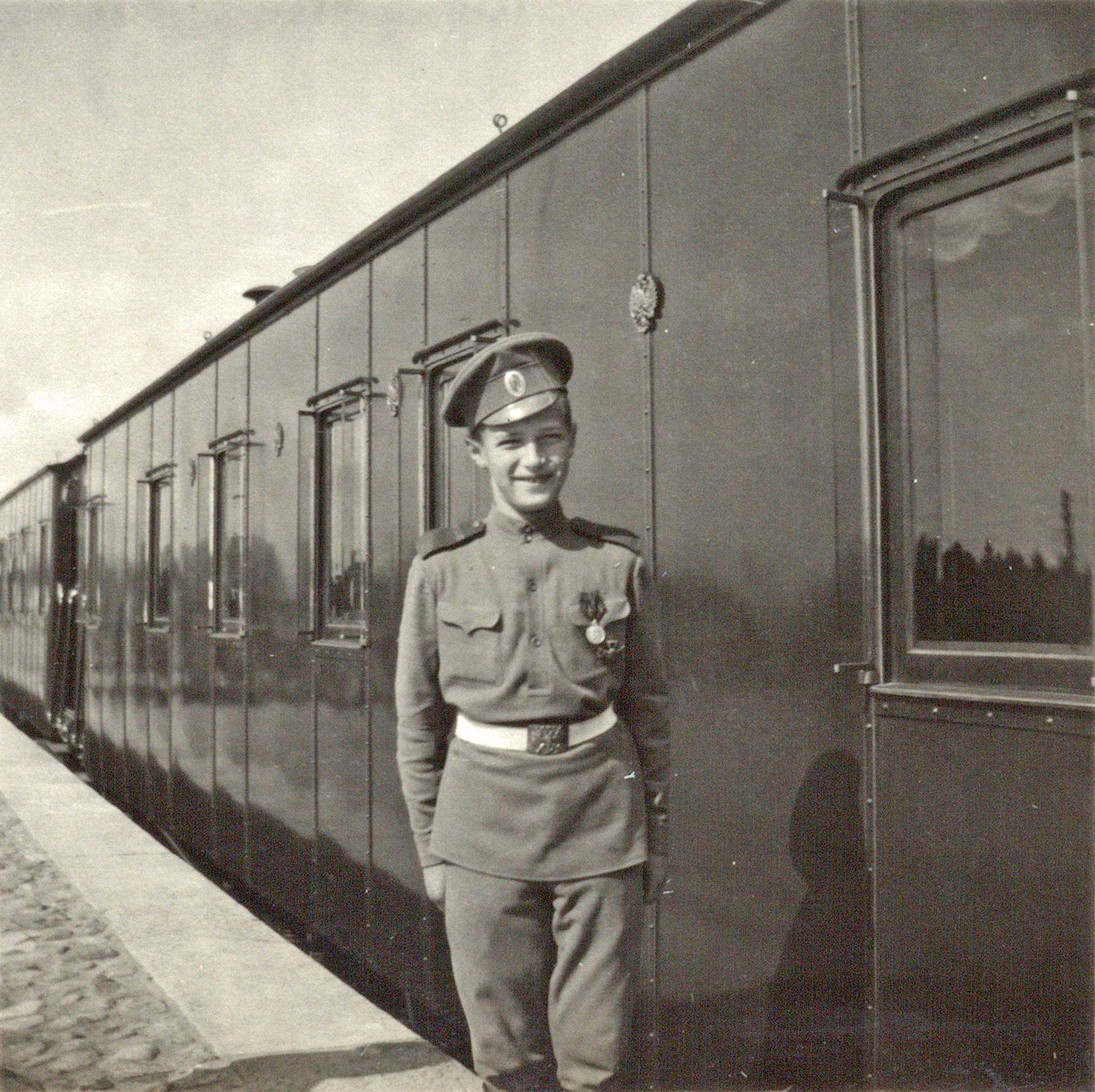
El tsarévitx Aleksei durant la I Guerra Mundial

Va ser l'hereu del tron des del seu naixement fins al 1917. Al març d'aquell mateix any, en produir-se la Revolució Russa, el seu pare va abdicar en favor seu, però prompte va rectificar i renuncià a favor del seu germà Miquel. L'agost de 1917 es va exiliar amb els seus pares i les germanes a Tobolsk (Sibèria), gràcies a la intervenció d'Aleksandr Kérenski, per tal d'allunyar-los del perill que suposava la revolució a la residència familiar de Tsàrskoie Seló, on estaven retinguts des de l'esclat d'aquesta. Després de la Revolució d'Octubre de 1917, a la primavera següent foren traslladats a Iekaterinburg sota arrest de les forces soviètiques, concretament a la casa Ipàtiev, on tota la família, tres servents i el metge particular varen ser brutalment assassinats pels bolxevics, entre la nit i la matinada del 16 al 17 de juliol de 1918. Es trobava als peus del tsar quan aquest va rebre un tret mortal. Va sobreviure a la primera descarrega i després, en ser descobert en vida, quan els altres membres de la família ja eren morts, el van rematar d'un tret al cap.
Estava a punt de complir els catorze anys i es trobava temporalment invàlid a causa d'una infecció al genoll esquerre, conseqüència d'un accident que havia patit. El seu cos va ser cremat junt amb el de la seva germana Maria i després enterrat en una tomba a part quan van sepultar els cossos de la seva família. Després de la caiguda de la Unió Soviètica va sortir a la llum el lloc on hi havia enterrada la família imperial. El 1991 se'n van exhumar els cossos però no es van trobar ni el del tsarévitx ni el de la seva germana Maria. Recentment, a l'agost de 2007, es va anunciar el descobriment dels cossos d'Aleix i Maria, que, després de ser sotmesos a les corresponents proves d'ADN, serien enterrats junt amb els de la seva família a la catedral de Pere i Pau de la Fortalesa de Sant Pere i Sant Pau de Sant Petersburg.
L'Església Ortodoxa Russa el va canonitzar com a màrtir junt amb la seva família el 2001.